# Sonet 40 (William Szekspir)

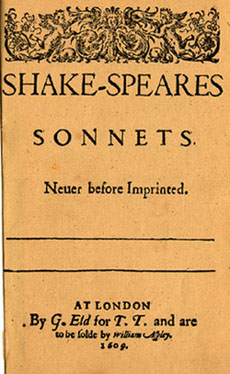
Strona tytułowa pierwszego wydania sonetów Shakespeare’a

Sonet 40 (Wszystkei miłości me zabierz, mój miły) – jeden z cyklu sonetów autorstwa Williama Shakespeare’a. Po raz pierwszy został opublikowany w 1609 roku.

## Treść
W sonecie tym podmiot liryczny podkreśla swoje uczucia wobec tajemniczego młodzieńca, zaznaczając przy tym, że tej jest jego największą miłością.